# 加拿利海枣
加拿利海枣（学名：Phoenix canariensis）又名长叶刺葵、加拿利枣椰，是一种多年生的棕榈科刺葵属常绿乔木。原产于非洲西海岸的加那利群岛。

## 形态
加拿利海枣为常绿乔木，高约8-18米，有时可达20米以上，树干直径可达90-140毫米；树干直立，不分枝，树干上分布着紧密排列的菱形叶痕。叶片为羽状分裂的复叶，每片叶上有150-200对的小叶子，叶片呈弧形弯曲，可长达4-6米。
加拿利海枣是雌雄异株植物，花期在5-7月，肉穗花序从叶间抽出，多分枝，雄花黄白色；果期8-9月，果实为球形的肉质浆果，成熟时橙黄色；种子椭圆形，中间有深沟，灰褐色；果肉可食用，但太薄，不具食用价值。

## 栽培
加拿利海枣是很具观赏性的植物，现已广泛种植世界各地，特别是地中海型气候和亚热带地区。作为棕榈科植物中耐寒能力最强的品种之一，加拿利海枣能适应-10°C的低温，但若长期处于这温度以下，则需要有保护措施。
加拿利海枣正常情况下只能通过播种來繁殖；小苗时生长缓慢。

## 图片

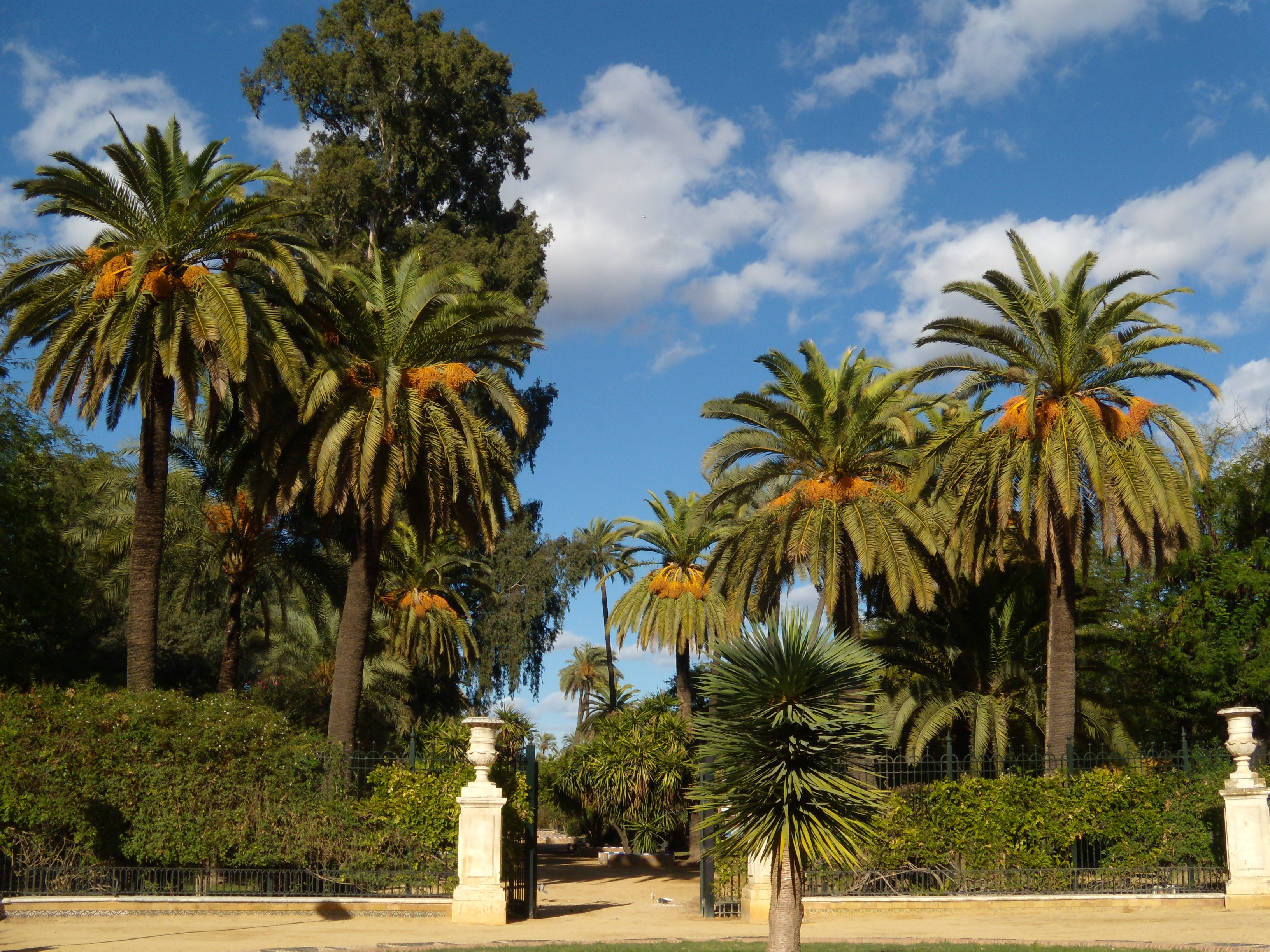
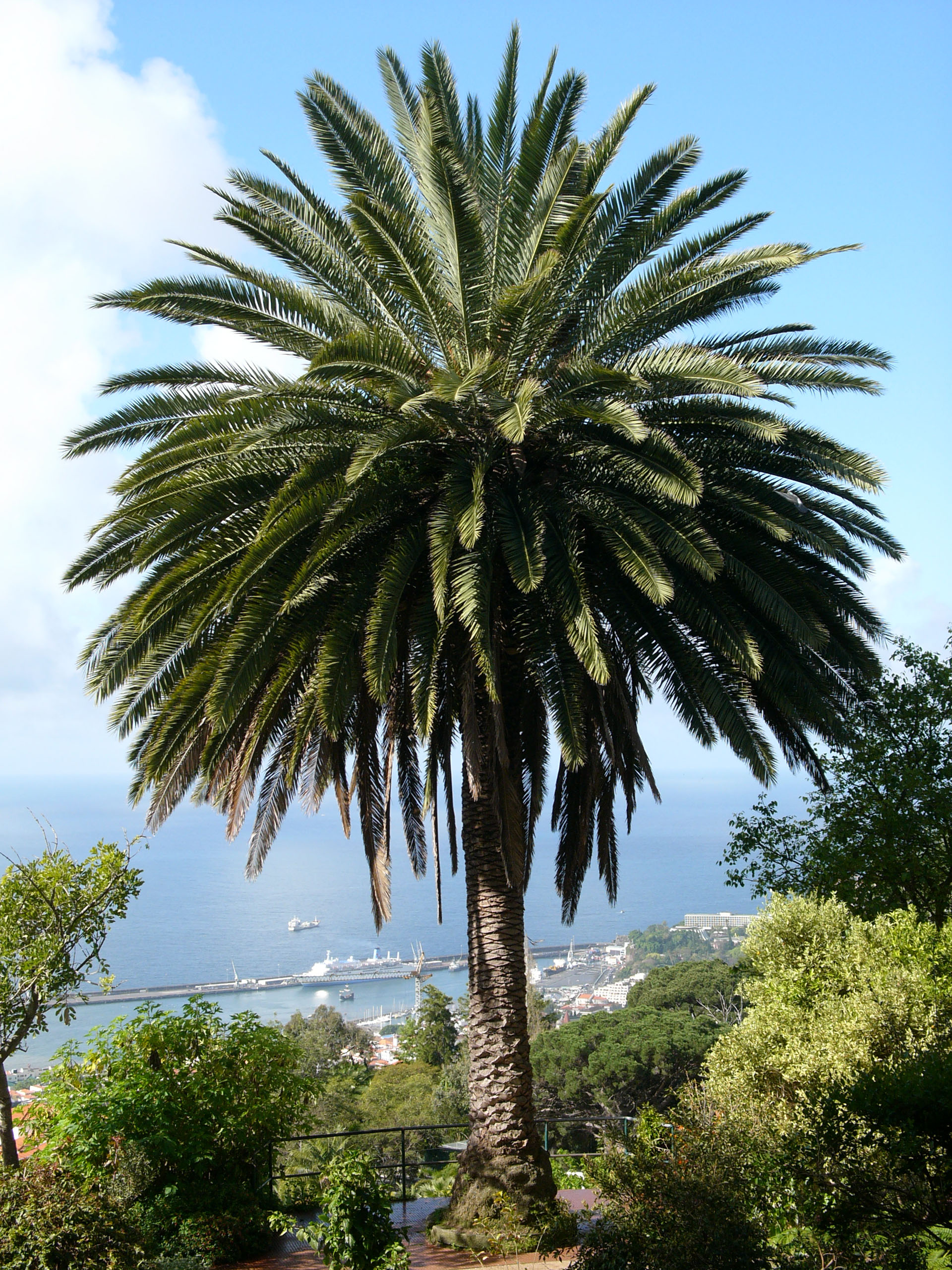
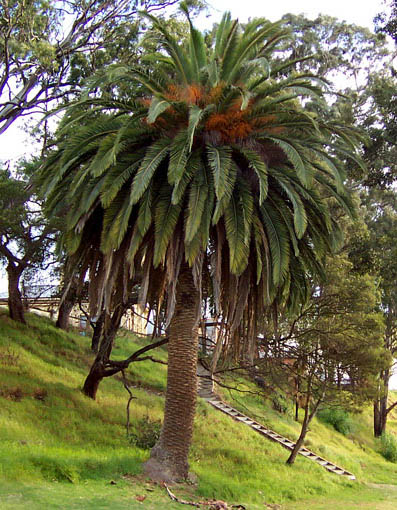
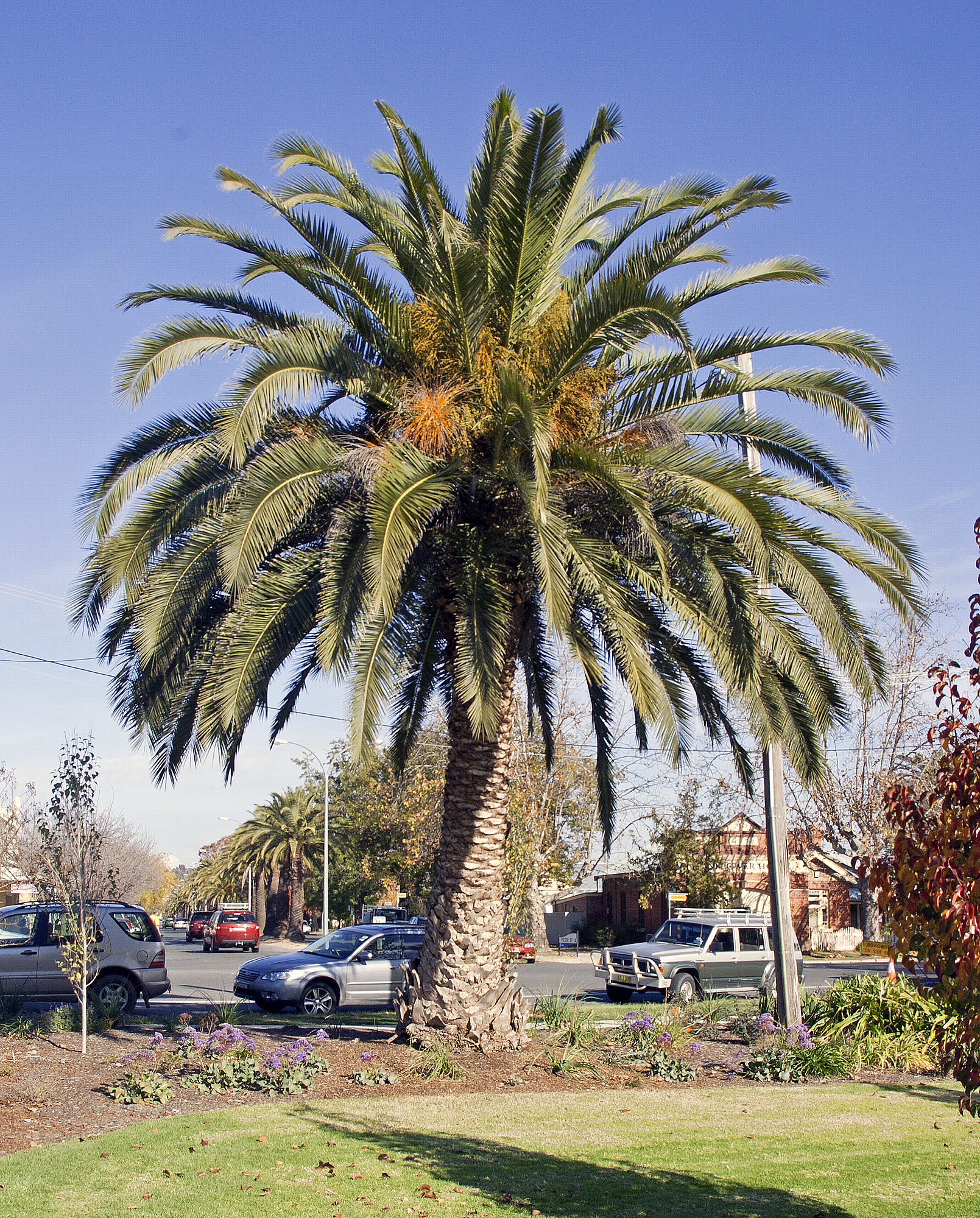
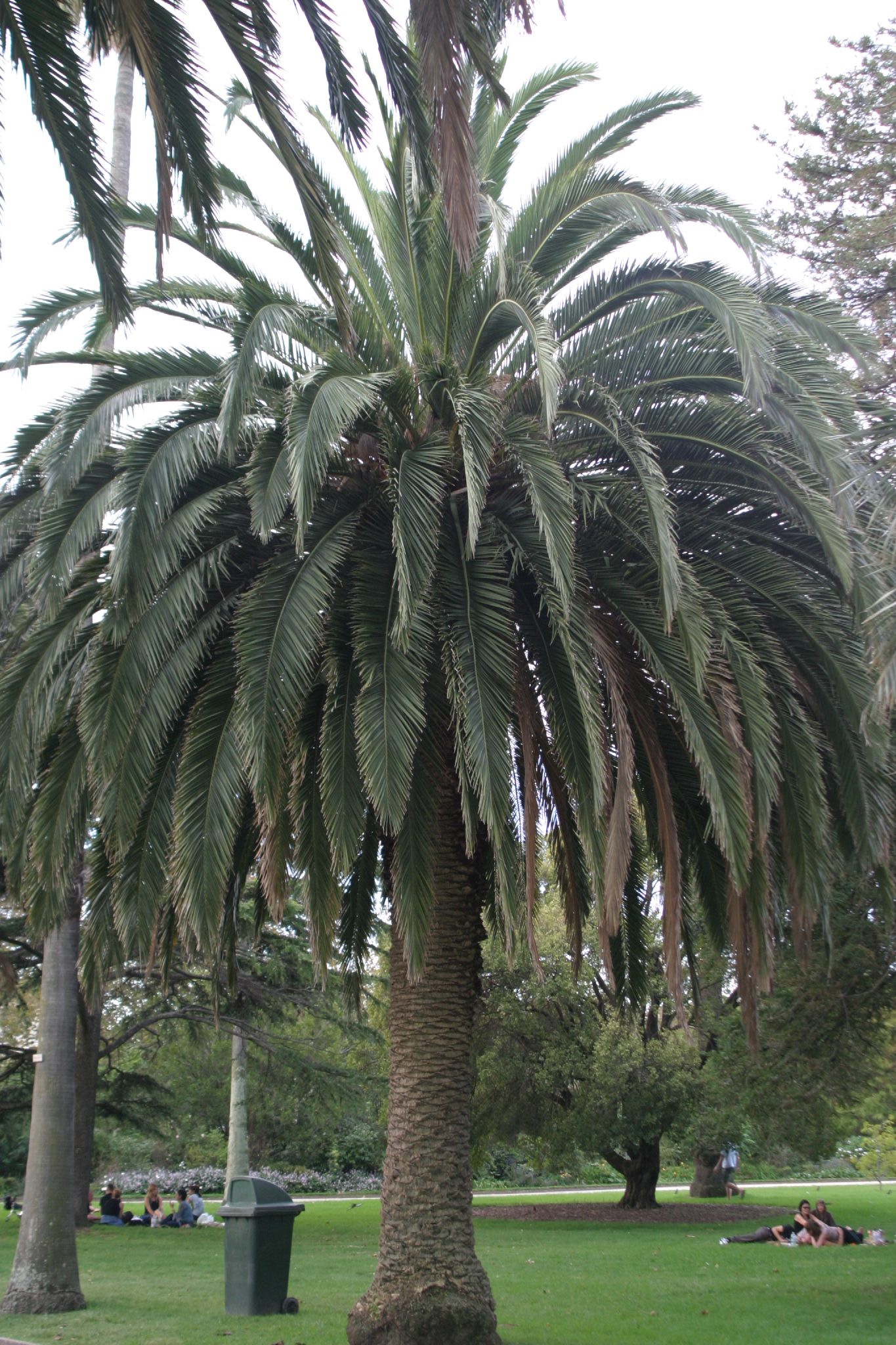
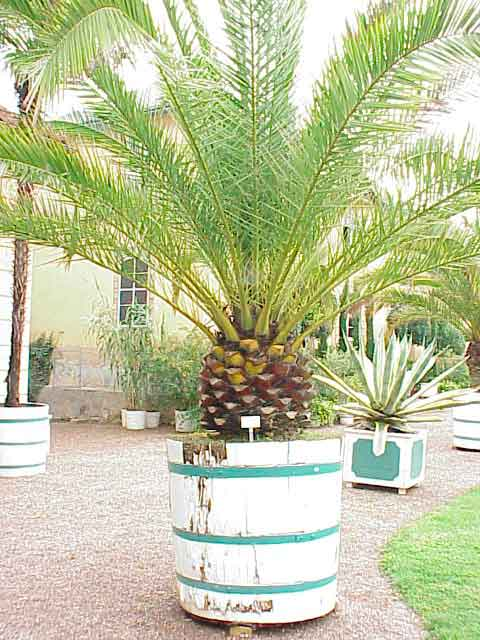
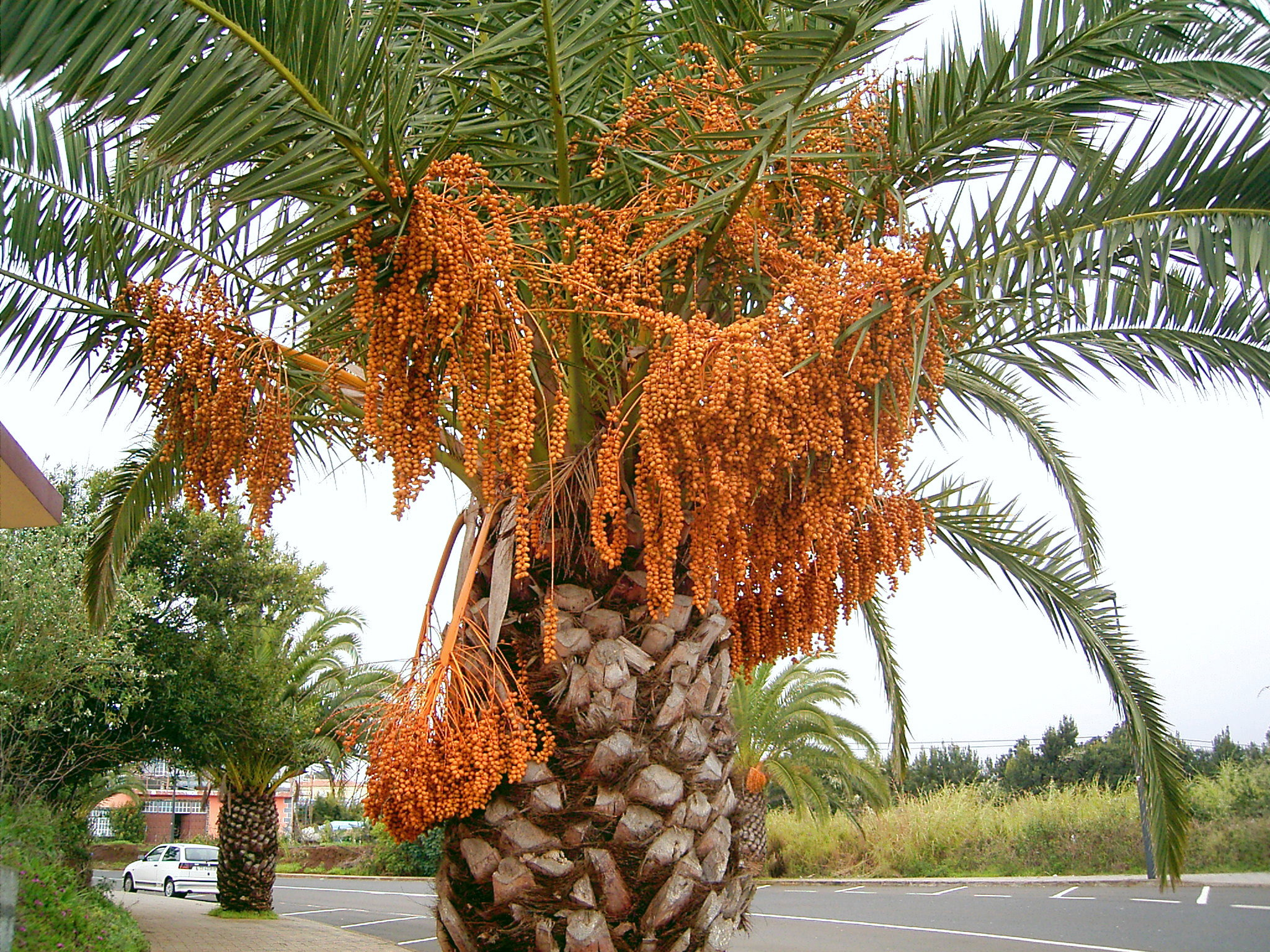
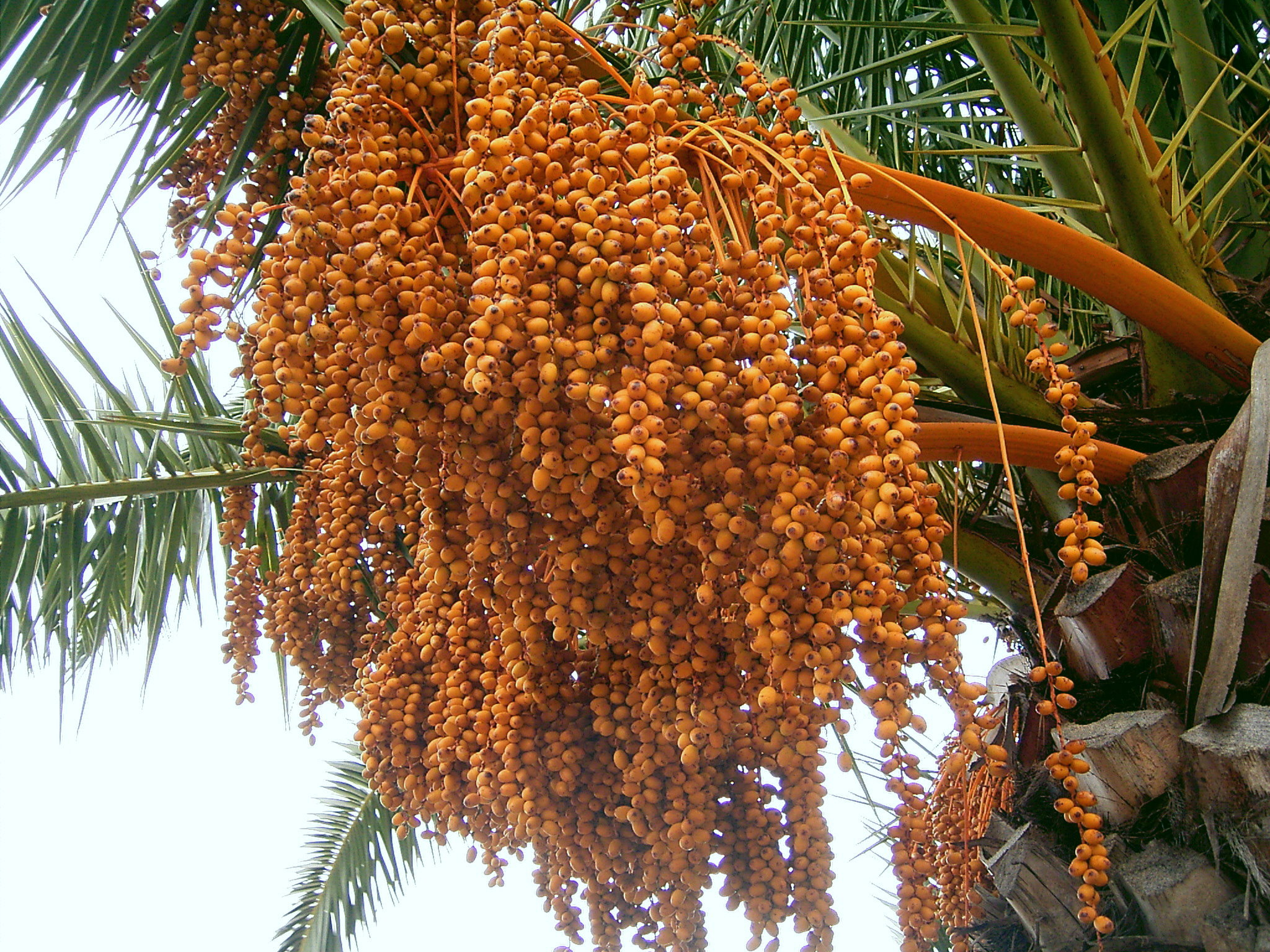